# Albert Ducrocq
Albert Ducrocq, né le 9 juillet 1921 à Versailles (alors en Seine-et-Oise) et mort le 22 octobre 2001 à Paris, est un scientifique cybernéticien, enseignant, journaliste et essayiste français à qui on doit, entre autres, le « renard électronique », un des premiers dispositifs automatiques, préfiguration des machines robotisées.

## Biographie
Albert Ducrocq est le fils d'Armand Ducrocq, colonel d'infanterie coloniale, et Germaine Adam. Après ses études secondaires à Versailles, d'abord au collège Saint-Jean-de-Béthune, puis à l'école Sainte-Geneviève, il obtient sa licence à la Faculté des sciences de Paris, (1942-44), puis suit les cours de l'École libre des sciences politiques (1945-46).
Il est l'un des pionniers de la cybernétique française et l'inventeur du « renard électronique ». Cette machine se situe dans la postérité des tortues de Bristol conçues par l'Anglais William Grey Walter : montées sur roulettes, elles se dirigeaient spontanément vers toute source lumineuse, étaient aussi capables de répondre à un son par identification de celui-ci via une lumière selon une reproduction artificielle du réflexe conditionné et dont une version ultérieure allait spontanément se rebrancher sur une prise de courant appropriée lorsque le niveau de leur batterie faiblissait. Mais, en plus de ces caractéristiques, Ducrocq avait doté son renard de ce qu'il avait appelé un « sens capacitif » par le moyen d'un dispositif de détection de masse récupéré dans un détecteur de mines. Ainsi équipé, le renard pouvait réagir à distance à la présence d'objets métalliques. D'aucuns y ont vu la préfiguration d'engins de sécurité automatiques utilisables dans certaines situations de catastrophes ou de conflits armés. Cette invention donna aussi naissance à plusieurs types de chariots de manutention automatiques, les « zébulons », conçus par Bruno Lussato.
Albert Ducrocq est toutefois beaucoup plus connu pour ses talents de vulgarisateur en tant que journaliste et écrivain scientifique.
Il fut un témoin privilégié des grands événements de la conquête spatiale. Il s'est notamment rendu en URSS à la fin des années 1950 et a commenté en direct les premiers pas de l'homme sur la Lune pour les auditeurs de la radio Europe 1 en 1969.
Outre ses nombreux ouvrages, il écrivit énormément d'articles, publiés dans les magazines Espace & Civilisation, Atomes, Sciences et Avenir et Air et Cosmos, ainsi que dans les pages scientifiques du quotidien Le Figaro.

## Carrière
Licencié es sciences, il enseigne d'abord la physique électronique de 1946 à 1955 puis entame parallèlement en 1949 une carrière d'ingénieur conseil qu'il poursuivra jusqu'en 2001.
Directeur de la Société française d'électronique et cybernétique de 1952 à 1958, il est ensuite nommé président de la Fédération nationale de l'automation de 1957 à 1963, puis enseigne à HEC de 1962 et 1965 et à la Fondation nationale des sciences politiques à partir de 1966.
Dans les années 1960, il devient un chroniqueur célèbre à Europe 1. Directeur scientifique de la revue Diagrammes de janvier 1968 à septembre 1969, il collabore également à de nombreux journaux dont Le Figaro à partir de 1970 et est nommé directeur de Cosmos Encyclopédie.
Pendant plusieurs décennies, Albert Ducrocq a rédigé une chronique (rubrique Espace) dans le magazine hebdomadaire Air & Cosmos créé en 1963.
Il crée le Cosmos Club de France qui organise des expositions sur l'astronautique (Palais de la Découverte), anime des colloques et de nombreuses conférences.
À partir de 1972, il devient le collaborateur régulier du magazine français pour la jeunesse Pif Gadget, où il initie les jeunes lecteurs aux différents phénomènes naturels illustrés par les gadgets offerts avec la revue,.
Au milieu des années 1980, il est appelé en tant que conseiller scientifique auprès du conseil général de la Vienne, dirigé par René Monory, pour un projet de parc du futur dont il inventera le nom : « Le Futuroscope ».
En 1982, il donne des conférences sur l'informatique en l'an 2000, où il déclare : « L'accélération du progrès scientifique est telle que, d'ici l'an 2000, soit en l'espace de 18 ans, nous allons avoir la chance d'assister à des bouleversements qui, le temps d'une génération, seront aussi importants que tous ceux que notre civilisation a connus depuis sa création... », annonçant ainsi l’avènement de l'internet et la révolution numérique à sa suite.

## Filiation durenard
La conception du robot autonome à roues que Ducrocq avait fini par rendre familière au grand public inspira entre autres les « zébulons », chariots de manutention sans conducteurs munis d'une électronique embarquée et d'un guidage radio, mis au point par Bruno Lussato pour les entrepôts du Bazar de l'Hôtel de Ville.

## Distinctions
- Chevalier de la Légion d'honneur
- Chevalier de l'ordre des Palmes académiques
- En 1969, il obtient le prix Henri Desgrange de l'Académie des sports pour ses commentaires scientifiques liés aux missions Apollo, sur Europe 1.
- Depuis le 15 janvier 2024, l'astéroïde (543081) Albertducrocq est nommé en son honneur[7].

## Publications
- Les Armes secrètes allemandes, Berger-Levrault, 1947
- L'Humanité devant la navigation interplanétaire, Calmann-Lévy, 1947
- Les Horizons de l'énergie atomique, Calmann-Lévy, 1948
- Les Armes de demain, Berger-Levrault, 1949
- Théorie élémentaire des piles atomiques, Dunod, 1950
- Destins industriels du monde, Berger-Levrault, 1950
- L'Atome, univers fantastique, Hachette, coll. « La Bibliothèque des merveilles », 1950
- Appareils et cerveaux électroniques, Hachette, coll. « La Bibliothèque des merveilles », 1952
- L'ère des robots, Julliard, 1953
- Découverte de la cybernétique, Julliard, 1955
- La Science à la conquête du passé, Plon, 1955
- Logique de la vie, Julliard, 1956
- La Route du Cosmos, Julliard, 1957
- Victoire sur l'espace, Julliard, 1959
- Logique générale des systèmes et des effets - Introduction à une physique des effets - Fondements de l'intellectique, Dunod, 1960
- L'Homme dans l'espace, les engins spatiaux de seconde génération, Julliard, 1961
- Le Fabuleux Pari sur la Lune, Laffont, 1961
- « Les moteurs de l'astronautique », Diagrammes, no 64,‎ juin 1962
- Plate-forme pour le cosmos, Julliard, 1962
- Le Roman de la matière, Cybernétique et Univers I, Julliard, 1963
- Le Roman de la vie, Cybernétique et Univers II, Julliard, 1966
- Demain l'espace, Julliard, 1967
- L'Homme sur la Lune, Julliard, 1969
- Notre nouveau monde, la Lune, Sciences et Avenir, 1969
- Collection Cosmos Encyclopédie (12 volumes), Sciences et Avenir – Bordas, 1970-1973
- La merveilleuse machine humaine, Hachette, 1972
- Le Roman des hommes, Julliard, 1973
- La France vue de l'espace, Histoire, 1974
- A la recherche d'une vie sur mars, Paris, Flammarion, 1976 (ISBN 2-082-00434-1)
- Les éléments au pouvoir, Julliard, 1976
- La chaîne bleue : à l'écoute des civilisations extra-terrestres, Paris, Edition No1, 1979 (ISBN 2-863-91003-5)
- Victoire sur l'énergie., Flammarion, 1980 (ISBN 2082004422, OCLC 300882725)
- Vers une société de communication, Hachette, 1981
- Histoire de la Terre, Nathan, 1982
- Albert Ducrocq, Le ciel des hommes, Paris, Flammarion, 1983 (ISBN 2-082-01802-4)
- Le futur aujourd'hui, 1985-2000 : les quinze années qui vont changer votre vie quotidienne, Paris, Plon, 1984 (ISBN 2-259-01192-6)
- Mémoires d'une comète : tous les 76 ans, je reviens, Paris, Plon, 1985 (ISBN 2-259-01403-8)
- Le ciel, ill. J.B. Tournay, Collection : Albert Ducrocq raconte, Littérature de jeunesse, Paris, 1985, 59 p.
- Albert Ducrocq, D'une planète à l'autre, Paris, Plon, 1986 (ISBN 2-259-01452-6)
- Albert Ducrocq, L'Objet vivant : le champ des émergences, Paris, Stock, 1989 (ISBN 2-234-02098-0)
- Notre ciel, Paris, Stock, 1990 (ISBN 2-234-02293-2)
- Le changement global, Paris, J.-C. Lattès, 1993 (ISBN 2-709-61275-5)
- L'avion spatial américain, Colin, 1994
- L'Esprit et la neuroscience : lueurs sur le phénomène de conscience, Paris, J.C. Lattès, 1999 (ISBN 2-709-61947-4)
- L'Eclipse, Monaco, Editions du Rocher, 1999 (ISBN 2-268-03320-1)
- Albert Ducrocq et André Warusfel, Les mathématiques : plaisir et nécessité : un parcours guidé dans l'univers des mathématiques, Paris, Vuibert, 2000, 378 p. (ISBN 978-2-711-75266-9, OCLC 2711752666)
- Albert Ducrocq et István Berkes, La physique selon Albert Ducrocq, Paris, Vuibert, 2006, 328 p. (ISBN 978-2-711-75278-2, OCLC 184969646)